# Burghard Schmanck
Burghard Schmanck (* 6. November 1938; † 8. Oktober 2019) war ein deutscher Politiker.

## Leben
Schmanck war vom 24. Oktober 1999 bis 26. Dezember 1999 Landesvorsitzender der REP in Nordrhein-Westfalen. Außerdem war er langjähriges Mitglied des Bundesvorstandes der Partei und Vorsitzender des Republikanischen Bundes der öffentlich Bediensteten (RepBB). Schmanck war pensionierter Lehrer.
1996 wurde Burghard Schmanck zum Bundesvorsitzenden des RepBB und in den Bundesvorstand seiner Partei gewählt. Er wurde am 24. Oktober 1999 mit nur 10 Stimmen Mehrheit zum Landesvorsitzenden der REP NRW und damit zum Nachfolger von Ursula Winkelsett gewählt. Winkelsett fand sich mit der Niederlage nicht ab und versuchte, ihre führende Stellung im Landesverband wiederzugewinnen. Gegen Schmancks Willen wollte die Mehrheit des Landesvorstands Winkelsett mit der Wahlkampfleitung für die nordrhein-westfälische Landtagswahl 2000 beauftragen. Bereits zwei Monate nach seiner Wahl, am 27. Dezember 1999, trat Schmanck von allen seinen Ämtern zurück und aus der Partei aus.
Er selbst begründete diesen Schritt damit, dass Winkelsett und andere führende Funktionäre Kontakt zu bekannten Rechtsextremisten wie Klaus Sojka von der DVU und Harald Neubauer von der DLVH hatten. Im November und Dezember 1999 sei es in Schleswig-Holstein auf Einladung von Winkelsett zu offener Zusammenarbeit mit DVU-Mitgliedern gekommen: diese seien eingeladen worden, um formal den REP beizutreten und so die Beschlussfähigkeit einer Landesmitgliederversammlung zu sichern. Dies widerspreche, so Schmanck, dem Ruhstorfer Beschluss (vgl. Die Republikaner#Verhältnis zu rechtsextremen Parteien und Vereinigungen). Andererseits rechtfertigte er gerade mit diesem Geschehen, dass er gegen REP-Mitglieder, die auf einer NPD-Liste kandidiert hatten, kein Parteiausschlussverfahren eingeleitet hatte.

## Veröffentlichungen
- Antonius Praetorius (hrsg. und übersetzt). Verlag Traugott Bautz, Nordhausen 2010, ISBN 978-3-88309-550-9.
- Friedrich Förner – Magie – Krankheit der Seele (hrsg. und übersetzt). Verlag Traugott Bautz, Nordhausen 2011, ISBN 978-3-88309-583-7.
- Dämonenglaube und Zauberei im Jahre 1625 (übersetzt). Verlag Traugott Bautz, Nordhausen 2015, ISBN 978-3-95948-036-9.
- Archimedes und die Quadratur des Kreises (übersetzt). Verlag Traugott Bautz, Nordhausen 2017, ISBN 978-3-95948-301-8.